# Elodina walkeri
Elodina walkeri är en fjärilsart som beskrevs av Butler 1898. Elodina walkeri ingår i släktet Elodina och familjen vitfjärilar. Inga underarter finns listade i Catalogue of Life.